# Anti-mondes
Anti-mondes est une collection de science-fiction des éditions OPTA, dirigée par Michel Demuth, qui a publié 34 volumes de 1972 à 1977.
On y trouve en alternance des œuvres originales américaines et des rééditions de titres parus dans la collection Galaxie-bis du même éditeur. Les couvertures ont été réalisées par des dessinateurs reconnus comme Moebius ou Philippe Caza.

## Titres
Les huit premiers titres sont donnés selon l'ordre de parution, mais les ouvrages ne portent pas de numéro.
1. L'Île des morts par Roger Zelazny - couverture de Moebius
2. La Tour de verre par Robert Silverberg, 1972 - couverture de Wojtek Siudmak
3. Mechasme par John T. Sladek
4. Message de Frolix 8 par Philip K. Dick, 1972 - couverture de Philippe Caza
5. L'Envol de la locomotive sacrée par Richard A. Lupoff - couverture de Wojtek Siudmak
6. Les Quatrièmes Demeures par Raphael A. Lafferty - couverture de Jean Solé
7. Le Faiseur d'univers par Philip Jose Farmer
8. Après la déglingue par Ron Goulart, 1973 - couverture de Philippe Caza
9. Rêve de fer par Norman Spinrad
10. Génies en boîtes par Fritz Leiber - couverture de Jean Solé
11. Le Temps des changements par Robert Silverberg,1974 - couverture de Hampton
12. Le Dieu venu du Centaure par Philip K. Dick - couverture de Philippe Caza
13. L'Image au miroir par Michael Coney, 1974 - couverture de Wojtek Siudmak
14. La Semence du démon par Dean R. Koontz, 1974 - couverture de Bernard Moro
15. Les Triffides par John Wyndham - couverture de Moebius
16. L'Effet Muller-Fokker par John T. Sladek
17. Frankenstein délivré par Brian W. Aldiss
18. Les Portes de la création par Philip Jose Farmer - couverture de Bernard Moro
19. Maître des arts par Willima Rostler - couverture de Georges Raimondo
20. La Quête de la Sainte Grille par Robert F. Young - couverture de Loro
21. L'Homme infini par Daniel Galouye - couverture de Jean-Claude Hadi
22. Zodiacal par Piers Anthony - couverture de Romain Slocombe
23. Le Seigneur des airs par Michaël Moorcock - couverture de Cathy Millet
24. La Chair dans la fournaise par Dean R. Koontz
25. La Fin du rêve par Philip Wylie
26. King Kong blues par Sam J. Lundwall - couverture de Bernard Moro
27. Orbitville par Bob Shaw - couverture de Didier Gaillard
28. La Guerre éternelle par Joe Haldeman
29. Le Léviathan des terres par Michaël Moorcock
30. Un spectre hante le Texas par Fritz Leiber - couverture de Thierry Leroux
31. Le Disparu par Katherine MacLean - couverture de François Allot
32. L'Intersection Einstein par Samuel R. Delany - couverture de Didier Gaillard
33. Le Grand Chalabala par Jean-Baptiste Baronian
34. Morituri par Michael Kurland - couverture de Philippe Caza